# II. Sancho navarrai király
II. Sancho Garcés (938 – 994 decembere), a Pamplonai Királyság (a XII. század közepétől Navarrai Királyság) a Ximena - házból (más írásmód szerint Jimena - házból avagy Jiménez - házból) származó királya (970–994). Szülei III. García (919–970) pamplonai király (931–970) és az ő első felesége, Andregoto Galíndez (? – 972) voltak. Anyja az Aragóniai grófság örököse, majd 922-től 943-ig grófnője. Apja 943-ban eltaszította feleségét, ekkor formálisan Sancho lett I. Sancho néven Aragónia grófja (943–994), de ténylegesen az Aragóniában II. (Pamplonai) Garcíaként nyilvántartott apja uralta a grófságot haláláig. II. Sancho az „Abarca” előnevet kapta, mert előszeretettel viselte az így nevezett navarrai fonott cipőt.
Akárcsak a  leóni királyoknak, II. Sanchónak is gondot okoztak a mórok rendszeresen megújuló támadásai; ezeket a Córdobai Kalifátus kiváló hadvezére, a spanyolok által Almanzornak nevezett Abu Ámir al-Manszúr (939–1002) vezette. II. Sancho több katonai kudarc után a békesség helyreállítása érdekében lányát, Abda la Vasconát (? – ?) feleségül adta Almanzorhoz. A trónon fia García (964?–1000) követte, akit Félénk (illetve Reszketeg) García Sánchezként (994–1000) tartanak számon.